# Spodnja Hajdina
Spodnja Hajdina – wieś w Słowenii, w gminie Hajdina. W 2018 roku liczyła 249 mieszkańców.